# クロフネサイシン
クロフネサイシン（黒船細辛、学名: Asarum dimidiatum）は、ウマノスズクサ科カンアオイ属の多年草。
カンアオイ属ウスバサイシン節に属し、茎や葉など、全体がウスバサイシン Asarum sieboldii に似るが、比べるとやや小型で雄蕊が6個、花柱が3個と半減している。

## 特徴
茎の先端に2枚の葉を相対してつけ、冬までには落葉する。葉柄は長さ15cmになり、汚紫色になる。葉身は卵円形から五角形状で、長さ4-6cmになり、先端はとがる。葉の表面は深緑色、裏面は淡色になり、両面の葉脈上に短毛が生える。
花期は4-5月。葉腋から長さ2-3cmになる直立した花柄を出し、横向きに暗紫色の花を開く。花に花弁は無く、萼裂片が花弁状になる。萼筒は上下から押しつぶしたような編球形で、長さ7-8mm、径約10mmになり、3個の萼裂片は三角状卵形で平開し、先端は内側に屈曲してとがる。萼筒内壁は18個ほどの縦筋がある。花柱は3個で直立し、先端は短い突起になり2列に分かれ、外側に柱頭があり、楕円形になる。雄蕊は6個あり、短い花糸で子房壁に付着する。雄蕊は初め屈曲して葯は下方を向いているが、葯が裂開する頃には直立する。染色体数は2n=26。

## 分布と生育環境
日本固有種。紀伊半島の中部、広島県、四国、九州に分布し、山地の林床に生育する。

## 名前の由来
和名クロフネサイシンは、「黒船細辛」の意で、前川文夫 (1936) による命名。花の舷部の色が黒色に近い暗紫色なのでいう。前川は、長崎在住の F.C.Greatrex により、同地において採集されたものをタイプ標本として記載した。原記載論文において、「長崎に産し、舷部内方が黒いのでこの和名を付けた」旨を記している。
種小名（種形容語） dimidiatum は、「二分された」「半分の」の意味。

## 種の保全状況評価
準絶滅危惧（NT）（環境省レッドリスト）
都道府県別のレッドデータ、レッドリストの選定状況は次の通りとなっている。奈良県-絶滅危惧種、広島県-絶滅危惧I類(CR+EN)、徳島県-絶滅危惧II類(VU)、香川県-絶滅危惧I類(CR+EN)、高知県-準絶滅危惧(NT)、福岡県-絶滅危惧II類(VU)、長崎県-絶滅(EX)、熊本県-準絶滅危惧(NT)、大分県-絶滅危惧II類(VU)、鹿児島県-絶滅危惧II類(VU-r,g)。

## 利用
ウスバサイシン A. sieboldii 、オクエゾサイシン A. heterotropoides とともに細辛として薬用にされる。

## ギャラリー

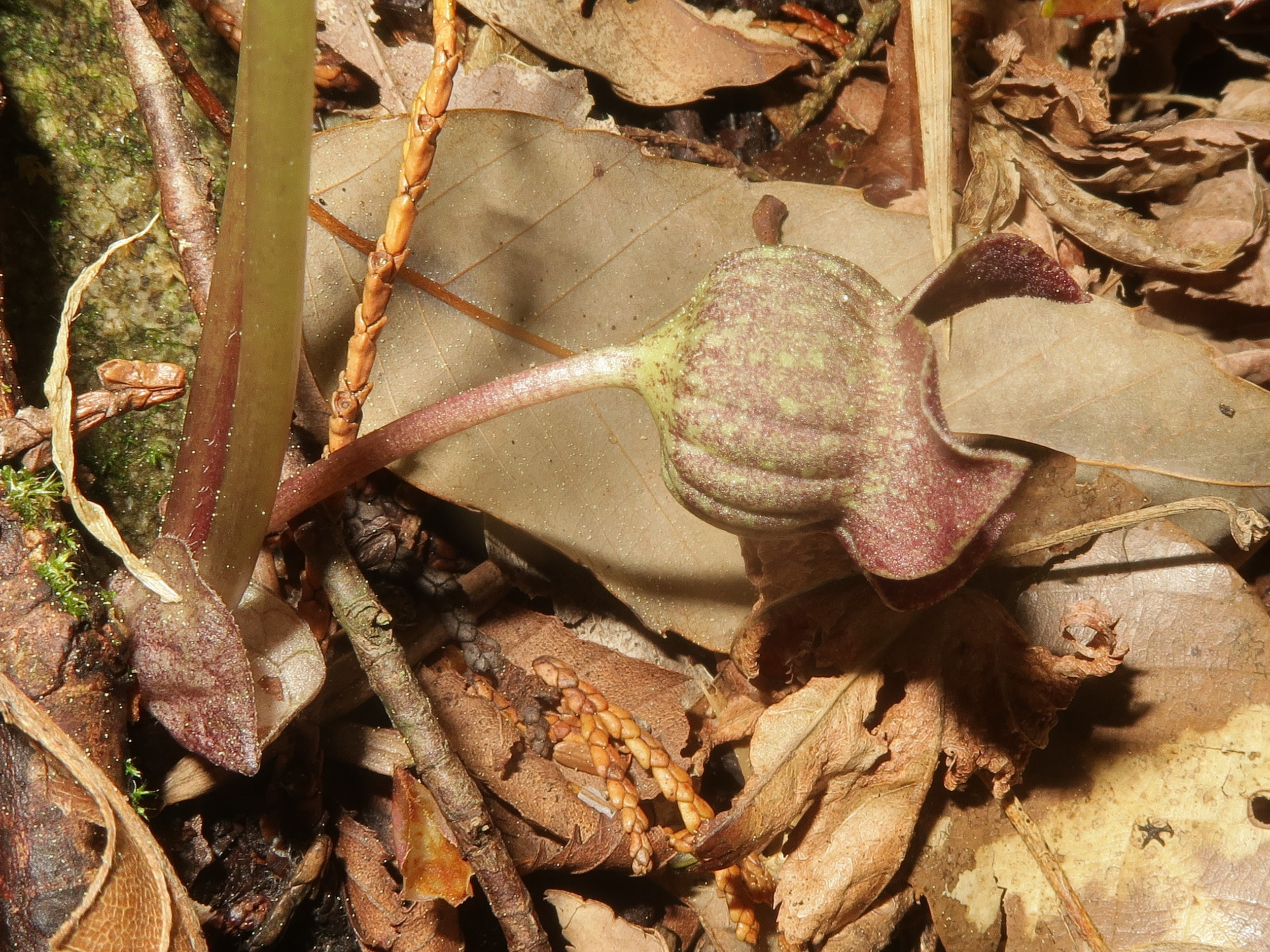
葉腋から長さ2-3cmになる直立した花柄を出し、横向きに暗紫色の花を開く。萼筒は上下から押しつぶしたような編球形になる。
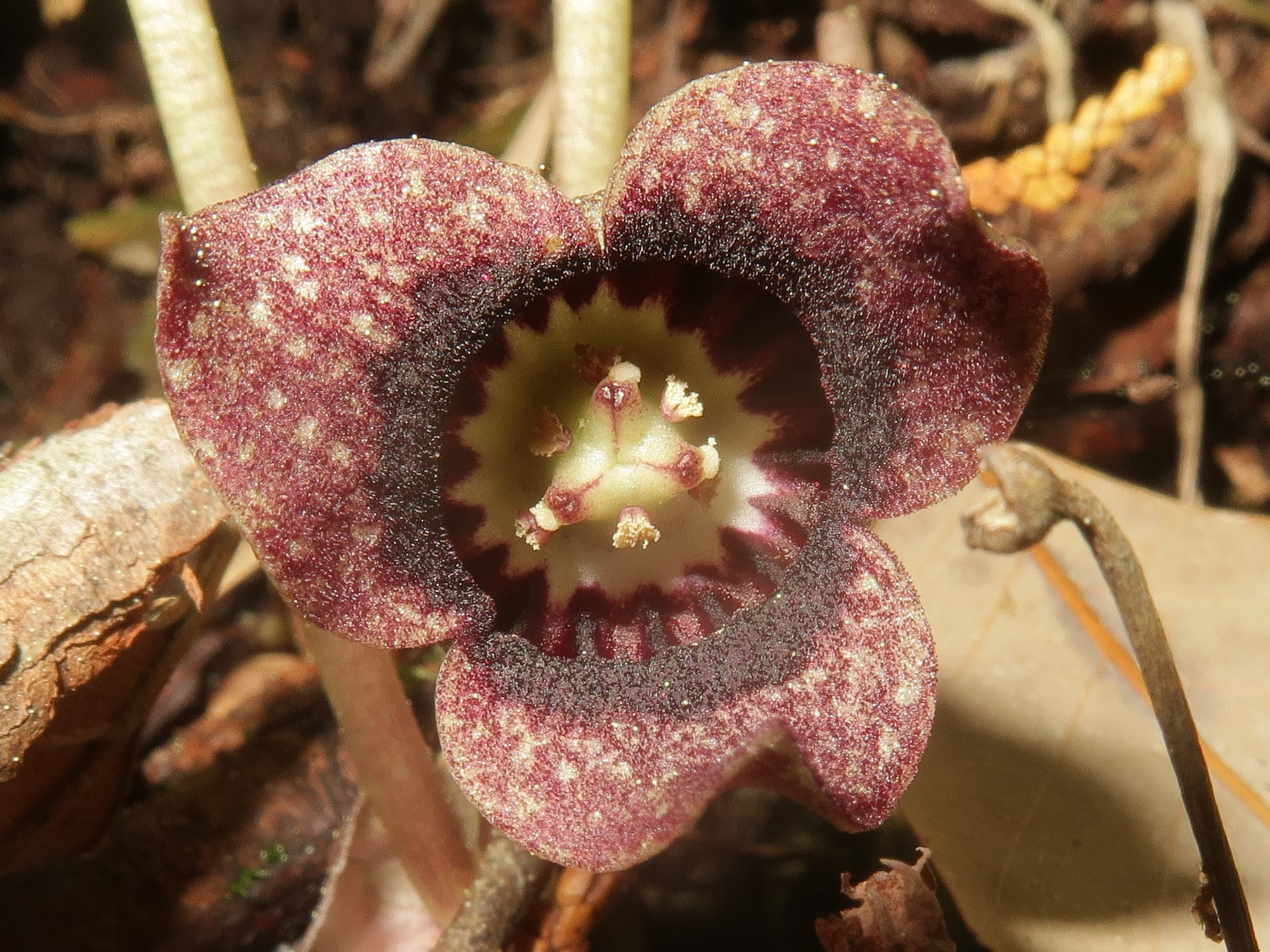
3個の萼裂片は三角状卵形で平開し、先端は内側に屈曲してとがる。花柱は3個で直立し、先端は短い突起になり2列に分かれる。雄蕊は6個あり、短い花糸で子房壁に付着する。
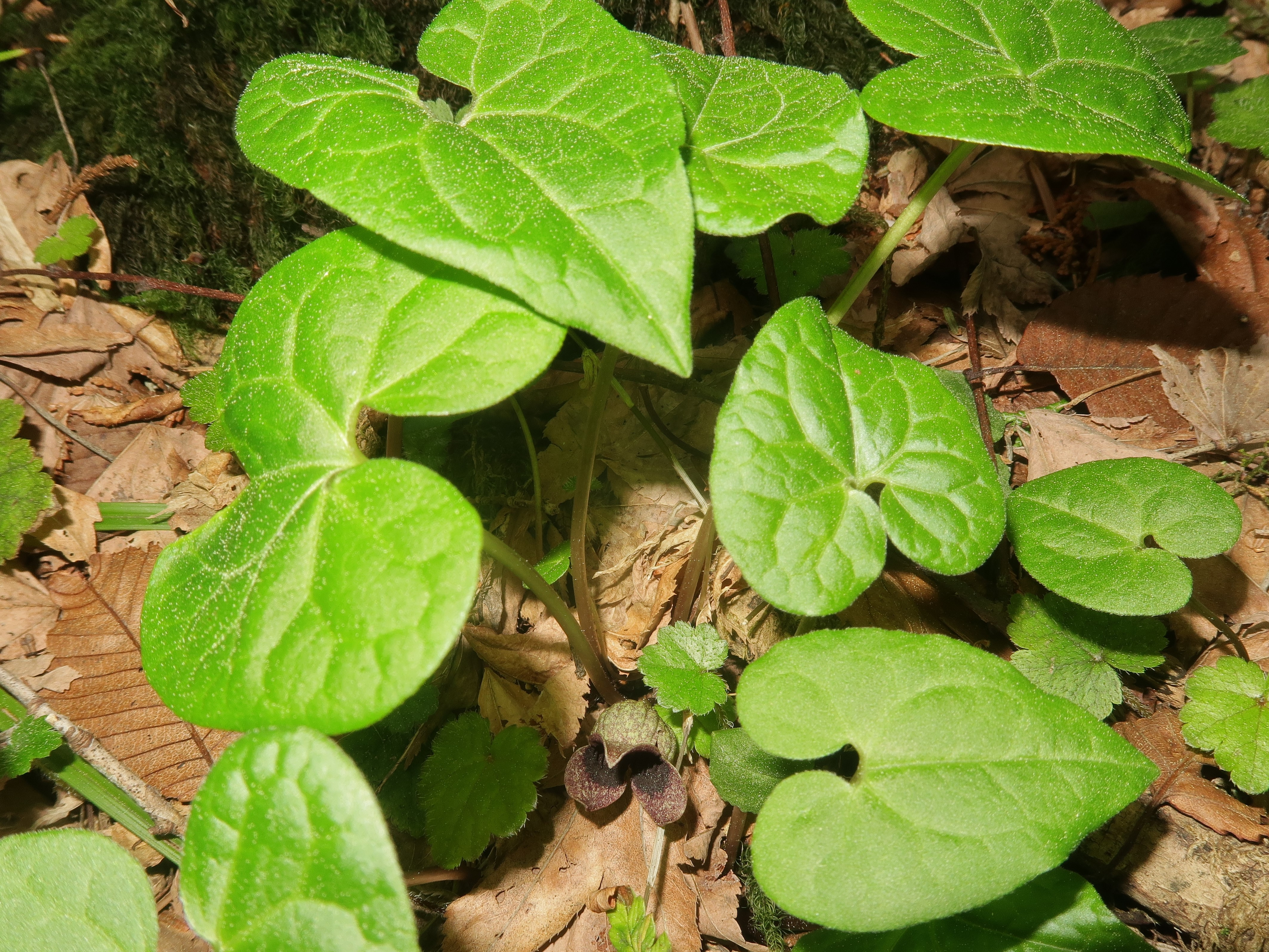
葉柄は長さ15cmになり、汚紫色になる。葉身は卵円形から五角形状で、長さ4-6cmになり、先端はとがる。
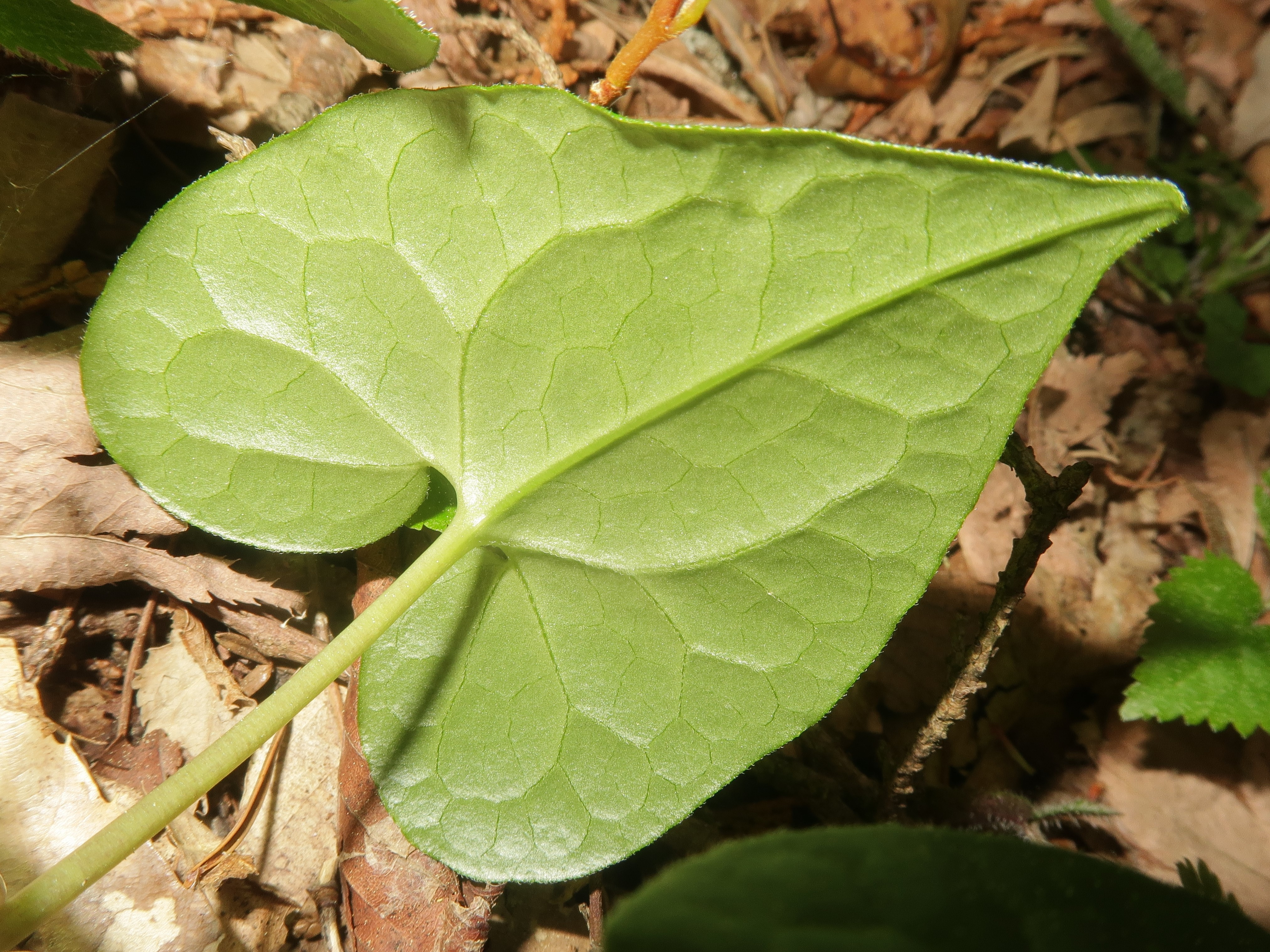
葉の裏面は淡色になり、葉脈上に短毛が生える。